# Fasanenstraße
De Fasanenstraße is een straat in Berlijn, gelegen in het district Charlottenburg-Wilmersdorf. Het is een belangrijke zijstraat van de Kurfürstendamm. De straat geldt als een exclusieve winkelstraat in dit deel van Berlijn. Tevens zijn er verschillende horeca-gelegenheden te vinden.

## Naam
De Fasanenstraße draagt de huidige naam sinds 1901 en herinnert aan een in 1755 door Koning Frederik II aangelegde fazanterie. De fazanterie moest in 1841 vanwege de aanleg van de Zoologischer Garten (nabij station Berlin Zoologischer Garten) wijken en verhuisde naar Potsdam. Vroegere namen van de Fasanenstraße waren Ringstraße II, Wolfenbütteler Straße en Gravelotter Straße.

## Loop van de straat
De Fasanenstraße voert in noord-zuid richting vanaf de Müller-Breslau-Straße bij de Charlottenburger Tor via de Straße des 17. Juni over de Hardenbergstraße, de Kantstraße, de Kurfürstendamm, de Lietzenburger Straße, de Fasanenplatz en de Pariser Straße tot aan de Hohenzollernplatz. In de loop van de twee kilometer lange eenrichtingsstraat verandert de straat enkele keren van karakter.

### Gedeelte Müller-Breslau-Straße tot de Hardenbergstraße
De Fasanenstraße komt in dit deel langs het zuidelijk deel van het terrein van Technischen Universität Berlin. Hier liggen tevens enkele gebouwen van de universiteit. In dit gedeelte is tevens in de 18e eeuw de hierboven beschreven Fazanterie aangelegd.
Verder zuidwaarts in dit gedeelte bevindt zich onder andere de Universität der Künste Berlin met bijbehorende concertzaal.

### Gedeelte Hardenbergstraße tot Kantstraße

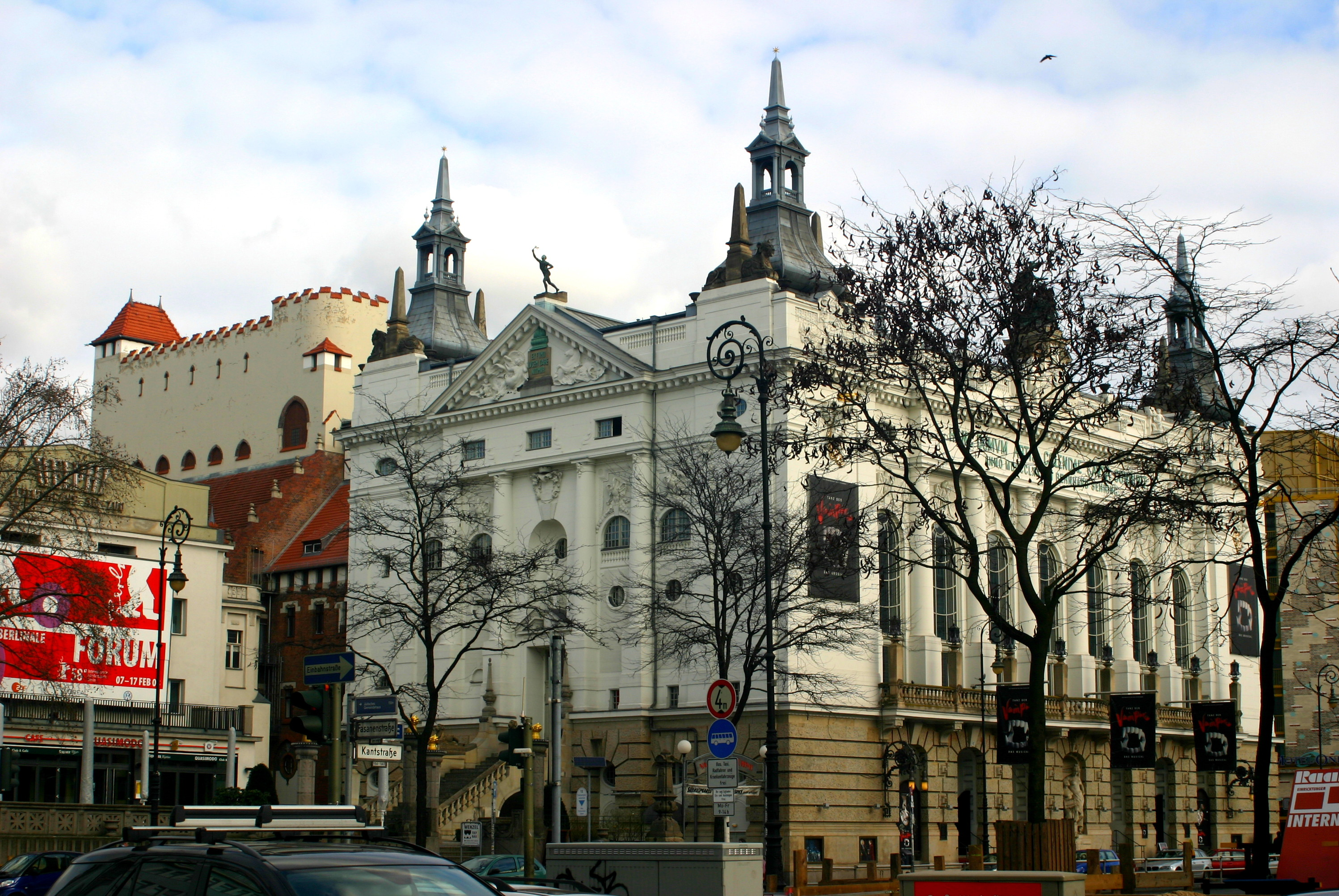
Theater

Op de hoek van de Hardenbergstraße en de Fasanenstraße ligt het gebouw van de Industrie- und Handelskammer. Kort voor de kruising met de Kantstraße liggen het Savoy Hotel en het aan het Theater des Westens grenzende Delphi-Filmpalast. Vanuit de tuin van het Theater en de huidige Biergarten op de hoek van de Kantstraße en de Fasanenstraße is de oorspronkelijke hoofdingang van het Theater goed te zien. Deze hoofdingang bereikte men via de Kaisertreppe. Deze tuin, de Kaisertreppe en de historische façade van het Delphi werden in 1997/98 gereconstrueerd.
Onder het Delphi bevindt zich de Jazzkeller Quasimodo, een van de oudste jazzclubs van Berlijn.

### Gedeelte Kantstraße tot Kurfürstendamm
Tussen de Kantstraße en de Kurfürstendamm zijn verschillende bezienswaardigheden te vinden:
- de Kant-Dreieck met het 11 verdiepingen hoge Turmhaus
- het Künstlerhaus St. Lukas
- meerdere bezienswaardige viaducten
- het voormalige gebouw van de Joodse gemeente
- de Villa Ilse
- Hotel Kempinski, een vijf-sterrenhotel op de hoek van de Fasanenstraße en de Kurfürstendamm

### Gedeelte Kurfürstendamm tot de Lietzenburger Straße (het centrale deel)
Zuidelijk van de Kurfürstendamm staan verschillende oude herenhuizen die 's nachts verlicht worden.

#### Bezienswaardigheden
- het Literaturhaus Berlin
- het Käthe-Kollwitz-Museum Berlin
- de Villa Grisebach
- het voormalige Nelson-Theater

#### Winkels
In de jaren 80 en 90 van de 20e eeuw zijn hier diverse winkels van internationale topmerken gevestigd. Voorbeelden hiervan zijn Chanel, Cartier, Bulgari en Louis Vuitton, die de Fasanenstraße tevens de naam van een luxe winkelstraat brachten. De laatste jaren is de Fasanenstraße weer veranderd en voeren nu kunsthandelaars en galerieën de boventoon.

#### Prominente bewoners
Aan de Fasanenstraße 69 woonde van 1931 tot 1937 de Deense stomme filmactrice en toneelspeelster Asta Nielsen. In deze woning bevindt zich heden ten dage onder andere een pension. In dit gedeelte van de straat leefde ook de latere paus Pius XII in de periode 1920-1929. Ook heden ten dage wonen er nog prominente inwoners van Berlijn.

### Gedeelte Lietzenburger Straße tot de Hohenzollerndamm
Vanaf de drukke Lietzenburger Straße in zuidelijke richting herbergt de Fasanenstraße wederom herenhuizen, relatief veel groen, restaurants en galerieën. In het zuidelijkste deel van de straat, tussen de Fasanenplatz en Hohenzollerndamm, wordt de Fasanenstraße een "normale" woonstraat zoals typisch voor het stadsdeel Wilmersdorf.
Bezienswaardig aan het einde van de straat is nog de uit donkerrode stenen gebouwde Evangelische Kirche aan de Hohenzollernplatz, een voorbeeld van het Duitse expressionisme.
Altonaer Straße · 
Amalienstraße · 
Bergmannstraße · 
Berliner Allee ·
Bernauer Straße · 
Bismarckstraße · 
Bornholmer Straße · 
Boxhagener Straße ·
Breite Straße ·
Brüderstraße ·
Brunnenstraße ·
Bülowstraße ·
Bundesallee ·
Danziger Straße ·
Eberswalder Straße ·
Ebertstraße ·
Fasanenstraße ·
Frankfurter Allee ·
Friedrichstraße ·
Gertraudenstraße ·
Greifswalder Straße ·
Halskestraße ·
Hardenbergstraße ·
Hauptstraße ·
Heerstraße ·
Hornstraße ·
Invalidenstraße ·
Judengasse ·
Kaiserdamm ·
Karl-Liebknecht-Straße ·
Karl-Marx-Allee ·
Karl-Marx-Straße ·
Kastanienallee ·
Klosterstraße ·
Kopenhagener Straße ·
Kopernikusstraße ·
Kurfürstendamm ·
Landsberger Allee ·
Lehrter Straße ·
Leipziger Straße ·
Majakowskiring ·
Mehringdamm ·
Mollstraße ·
Motzstraße ·
Mühlendamm · 
Oderberger Straße ·
Oranienburger Straße ·
Oranienstraße ·
Ostseestraße ·
Otto-Braun-Straße ·
Otto-Suhr-Allee ·
Potsdamer Straße ·
Prenzlauer Allee ·
Rathausstraße ·
Rheinstraße ·
Rigaer Straße ·
Rosa-Luxemburg-Straße ·
Rosenthaler Straße ·
Rykestraße ·
Samariterstraße · 
Scheidemannstraße · 
Schwedter Straße ·
Schönhauser Allee ·
Simon-Dach-Straße ·
Spandauer Straße ·
Sredzkistraße ·
Stralauer Allee ·
Straße des 17. Juni ·
Tauentzienstraße ·
Torstraße ·
Unter den Linden ·
Warschauer Straße ·
Wiesbadener Straße ·
Wilhelmstraße (Berlin-Mitte) ·
Wilhelmstraße (Berlin-Spandau)